# Milangasri
Milangasri is een bestuurslaag in het regentschap Magetan van de provincie Oost-Java, Indonesië. Milangasri telt 5301 inwoners (volkstelling 2010).